# Навчально - виховний комплекс: загальноосвітня школа I - III ступенів - ліцей (Добропілля)
Навчально-виховний комплекс: загальноосвітня школа I—III ступенів — ліцей  — навчальний заклад міста Добропілля.

## Історія
Загальноосвітня школа № 5 збудована в 1972 році. Першим її директором була В. Д. Ярова, а після неї М. С. Лягуша, М. Є. Медведев, В. А. Максимова, В. С. Стадник, Л. О. Бершадська.
В 1991 році був заснований гірничий ліцей. 2006 року шляхом об'єднання двох колективів ЗОШ № 5 і гірничотехнічного ліцею було створено навчально-виховний комплекс. Директор — О. В. Кужель

## Відомі випускники
- М. П. Окомашенко — військовий льотчик, штурман 1 класу. Загинув на війні в Афганістані. Нагороджений афганським орденом «За хоробрість», двома медалями «За бойові заслуги», і посмертно — орден Червоного Прапора.
- О. В. Чабаненко — п'ятикратна чемпіонка світу і багаторазовий переможець першості Європи, майстер спорту міжнародного класу зі спортивної акробатики.